# Maciej Wirowski
Maciej Tadeusz Wirowski (ur. 2 marca 1929 w Katowicach, zm. 28 maja 1999) – polski inżynier chemik i polityk, minister przemysłu chemicznego (1974–1976), minister-członek Rady Ministrów i Minister (1976–1980), dyplomata, szef Kancelarii Sejmu (1986–1990).

## Życiorys
Syn Bolesława i Anny. Od 1943 do 1945 był gońcem w Składach Żelaza w Będzinie, a w latach 1945–1947 uczęszczał do będzińskiego gimnazjum. W 1947 przystąpił do Polskiej Partii Socjalistycznej, a w 1948 wraz z nią do Polskiej Zjednoczonej Partii Robotniczej. Był słuchaczem, a następnie studentem (do 1955) Politechniki Śląskiej w Gliwicach. W latach 1955–1960 pracował w Fabryce Odczynników Chemicznych w Gliwicach. Od 1960 do 1963 był zastępcą dyrektora ds. technicznych w Instytucie Chemii Nieorganicznej w Gliwicach, w latach 1963–1965 wicedyrektorem Departamentu Współpracy Gospodarczej z Zagranicą w Ministerstwie Przemysłu Chemicznego, a od 1966 do 1969 dyrektorem Departamentu Produkcji i Obrotu Towarowego w tym resorcie. W latach 1969–1971 był podsekretarzem stanu, a od 21 listopada 1974 do 2 grudnia 1976 był ministrem tegoż resortu w rządach Piotra Jaroszewicza i kolejnym pod jego przewodnictwem. Od 2 grudnia 1976 do 21 listopada 1980 był ministrem-członkiem Rady Ministrów – I zastępcą przewodniczącego Komisji Planowania przy Radzie Ministrów w dotychczasowym rządzie oraz w rządzie Rząd Edwarda Babiucha i Józefa Pińkowskiego. W latach 1975–1981 był zastępcą członka Komitetu Centralnego PZPR.
Od 1981 do 1986 był ambasadorem PRL w Niemczech Wschodnich. Na zakończenie misji dyplomatycznej został odznaczony w marcu 1986 przez przywódcę NRD Ericha Honeckera Złotym Orderem „Gwiazda Przyjaźni między Narodami”.
W latach 1986–1990 był szefem Kancelarii Sejmu oraz członkiem Rady Ochrony Pomników Walki i Męczeństwa (od 1988 Rada Ochrony Pamięci Walk i Męczeństwa).
W 1990 Prokuratura Wojewódzka w Warszawie postawiła mu zarzuty oraz przedstawiła akt oskarżenia w sprawie nieprawnej sprzedaży posłom IX kadencji Sejmu samochodów kupionych w Polmozbycie.